# Kočija
Kočíja je kopensko prevozno sredstvo za navadi štirikolesno s pogonom konjske vleke, listnatimi vzmetmi (v 19. stoletju eliptične vzmeti) ali z usnjenimi jermeni za obeso. Kočije so lahko lahke, okretne in hitre ali velike in udobne. Večinoma so namenjene prevozu ljudi. Voznik kočije je kočijaž. 
Vozilo, ki ni opremljeno z vzmetmi, je tovorni voz.

## Zgodovina
Konjski vozovi, najdeni v keltskih grobovih kažejo, da je bilo njihovo ohišje obešeno v okvir elastično. Rimljani so v prvih stoletjih našega štetja uporabljali vzmetene vozove za kopenski prevoz. Z zatonom antičnih civilizacij so takšni načini prevozov skoraj izginili.
Potovanje z nevzmetenim vozom po netlakovanih poteh ni bilo prijetno. Zaprte kočije so se začele uporabljati v 16. stoletju. Leta 1601 so v Angliji sprejeli kratkoživ zakon, ki je moškim prepovedoval uporabo kočij. V 17. stoletju so izdelali vozila z boljšim vzmetenjem. V začetku 18. stoletja so se začela pojavljati lažja in udobnejša prevozna sredstva z nenavadnimi imeni. Izdelovalci kočij so začeli sodelovati z rezbarji, pozlačevalci, slikarji, ličarji, steklarji in tapetniki. Tako niso nastajale le družinske kočije za poroke in pogrebe, ampak tudi lahka in okretna vozila za vožnjo zaradi užitka in razkazovanja.